# Rinchen Zangpo
(Lochen) Rinchen Zangpo ou Rinchen Sangpo (tibétain : རིན་ཆེན་བཟང་པོ་, Wylie : rin chen bzang po), né en 958 à Rad Ni, district de Khyungwang, Ngari, et mort en 1055 à khwa tse wing gir, est le premier traducteur important de la renaissance du bouddhisme tibétain.
Il est considéré avec Drokmi Sakya Yéshé comme l’initiateur du courant sarmapa. Néanmoins, contrairement à Drokmi, il n’est inscrit dans la lignée d’aucune des écoles sarmapa, bien qu'on le lie parfois a posteriori au courant kadampa du fait qu'il fut brièvement disciple d'Atisha.
Il viendrait du clan gshen ; son père s’appellerait ban chen po gshon nu dbang phyug et sa mère cog ro za kun bzang shes rab bstan. Il aurait été ordonné moine à 13 ans par Yeshe Zangpo.
Contemporain du roi-moine de Gugé Yeshe-Ö, il se rendit au Cachemire sous son patronage et y étudia treize ans le bouddhisme. Il y retourna au moins une fois pour six ans accompagné de disciples. Il eut pour maîtres Sradhakavarma (bram ze bde byed go cha), Legpa Zangpo, Gunamitra Pandita, Dharmasanta, Buddhashila et Kamala Gupta Pandita. À 85 ans, il accueillit Atisha à Gugé et perfectionna avec lui sa connaissance du Chakrasamvara.
Rinchen Zangpo établit à son retour un centre de traduction qui produisit plus de 150 textes, dont les plus influents sont le Tantra de Guhyasamaja, Le Choral du Nom de Mañjushrî et le Tantra de Chakrasamvara.
Il étudia également au Cachemire le traité de médecine ayurvédique Ashtanga Samhita (tib. Yan-lag brGyad-pa’i sNying-po bsdus-par) et son commentaire le Chandrika (tib. Dhaser), ainsi que le traité vétérinaire Shalihotra Asvayur Samhita concernant les chevaux. Il traduisit ces textes qui contribuèrent à l’avancement de la médecine tibétaine.
Il est également connu comme fondateur de nombreux temples et monastères (108 selon la tradition, un chiffre sacré dans la numérologie bouddhiste) situés au Ngari et dans les actuels Himachal Pradesh et Ladakh, et ramena au Ngari des artistes cashemiri pour les décorer. Parmi ces fondations, le monastère de Tabo et de Lhalung dans la vallée de Spiti, Korchar à Burang, Myarma au Maryul, Tholing à Gugé, Alchi au Maryul.
Ses quatre principaux disciples étaient Lochung Legpe Sherap, Gungshing Tsöndru Gyaltsen, Drapa Shönu Sherap et Kyinor Jnana. Gugé Kyithangpa Yeshepal écrivit sa biographie.
Selon la tradition, ses reliques auraient été déposées dans un chorten du Lakhang Karpo dans la capitale de Gugé.
Il est considéré comme une incarnation de Rastrapala, disciple du Bouddha.